# Tamás Szombathelyi
Tamás Szombathelyi (Budapeste, 1 de maio de 1953) é um ex-pentatleta húngaro, medalhista olímpico. 

## Carreira
Tamás Szombathelyi representou seu país nos Jogos Olímpicos de 1980, na qual conquistou a medalha de prata, por equipes e a prata no individual, em Moscou 1980. 